# Roberto José da Silva

Wappen von Roberto José Da Silva

Roberto José da Silva (* 18. März 1965 in Santos Dumont, Minas Gerais, Brasilien) ist ein brasilianischer Geistlicher und ernannter römisch-katholischer Bischof von Janaúba.

## Leben
Roberto José da Silva empfing am 4. Dezember 1994 das Sakrament der Priesterweihe.
Am 12. Juni 2019 ernannte ihn Papst Franziskus zum Bischof von Janaúba.